# 伍茲維爾 (紐約州)
伍茲維爾（英語：Woodsville）是位於美國紐約州利文斯頓縣的普查規定居民點。

## 人口
根據2020年美國人口普查的數據，伍茲維爾的面積為0.82平方千米，皆為陸地。當地共有人口70人，而人口密度為每平方千米85.37人。